# Кут-Кудинов
Кут-Кудинов — хутор в Дубовском районе Ростовской области, в составе Андреевского сельского поселения. Единственная улица хутора — Раздольная.

## История
Хутор основан в 1907 году как временное поселение Кудинов Кут станицы Эркетинской. Согласно Алфавитному списку населённых мест области войска Донского 1915 года издания поселении Кудинов Кут имелся 24 двора, в которых проживало 80 душ мужского и 91 душ женского пола.
Согласно Всесоюзной переписи населения 1926 года население хутора составило 418 человека, из них 415 украинцы.

## Общая физико-географическая характеристика
Станица в пределах Ергенинской возвышенности (Сальско-Манычская гряда), являющейся частью Восточно-Европейской равнины, в нескольких километрах от левого берега реки Сал между хутором Адьянов и станицей Эркетиновской, на высоте 46 метров над уровнем моря. Рельеф местности равнинный, полого-увалистый. Общий уклон местности с юга на север, по направлению к реке Сал. Почвы — каштановые солонцеватые и солончаковые.
По автомобильной дороге расстояние до Ростова-на-Дону составляет 320 км, до ближайшего крупного города Волгодонск — 86 км, до районного центра села Дубовское — 21 км, до административного центра сельского поселения — станицы Андреевской — 18 км.
Часовой пояс
Кут-Кудинов, как и вся Ростовская область, находится в часовой зоне МСК (московское время). Смещение применяемого времени относительно UTC составляет +3:00.

## Население
Динамика численности населения
| 1915 | 1926 | 2002 |
| ---- | ---- | ---- |
| 171  | 418  | 128  |

| 1989 | 2002 | 2010 |
| ---- | ---- | ---- |
| 261  | ↘127 | ↘121 |

## Известные люди
В хуторе родился Самохин, Пётр Филатович — Герой Советского Союза.